# Соловьёв, Вадим Павлович
Вадим Павлович Соловьёв (3 марта 1947, Челябинск — 11 февраля 2019, Челябинск) — советский комсомольско-партийный и российский государственный деятель, глава администрации Челябинской области (1991—1996).

## Биография
Родился 3 марта 1947 года в Челябинске. В 1962 году окончил с отличием Челябинский машиностроительный техникум, в 1972 году — вечернее отделение Челябинского политехнического института, в 1987 году — Академию общественных наук при ЦК КПСС.
C 1964 года работал токарем, а с 1966 года на инженерных должностях на Челябинском тракторном заводе (ЧТЗ). В 1970—1984 годах находился на комсомольской работе в Челябинске и Москве:
- до 1973 г. — секретарь комитета ВЛКСМ Челябинского тракторного завода,
- в 1973 г. — второй секретарь, в 1974 г. — первый секретарь Челябинского горкома ВЛКСМ,
- с 1975 года второй, а с 1977 по 1980 г.г. — первый секретарь Челябинского обкома ВЛКСМ,
- заместитель заведующего, а с октября 1981 г. — заведующий отделом комсомольских органов ЦК ВЛКСМ, член бюро ЦК ВЛКСМ.

С 1984 года — на партийной работе в Челябинске, сначала второй, с 1986 г. — первый секретарь Челябинского горкома КПСС. В апреле 1990 года одновременно избран председателем Челябинского городского Совета народных депутатов.
24 октября 1991 года Указом Президента РСФСР В. П. Соловьев был назначен главой администрации Челябинской области.
Будучи активным сторонником демократических преобразований, 19 августа 1991 года, протестуя против ГКЧП, принял участие в митинге на площади Революции в Челябинске и заявил о невозможности реставрации коммунистических порядков.
После назначения на должность главы администрации Челябинской области сформировал новую команду управленцев, которая осуществляла шаги по адаптации экономики области к рыночным условиям. Первым значимым шагом на этом пути стала успешно реализованная областная программа приватизации промышленных предприятий, учреждений торговли и бытового обслуживания. В разгар кризиса середины 90-х годов управленческой команде В. П. Соловьёва удалось стабилизировать ситуацию в промышленном секторе, было налажено производство товаров народного потребления и продуктов питания. В течение двух лет после начала реформ в области появилось сотни частных пищевых, мясоперерабатывающих предприятий, которые обеспечивали население продуктами. Именно в те годы были созданы центр пищевой индустрии «Ариант», «Макфа», которые со временем стали корпорациями с международным именем.
В области также был разработан целый ряд эффективных, социальных программ, среди которых 18%-ные и 30%-ные программы приобретения жилья для бюджетников. Работники образования, медицины и культуры, заплатив указанный процент от себестоимости жилья, становились его собственниками. При поддержке В.Соловьёва был создан Союз промышленников и предпринимателей области, взаимодействуя с которым администрация области разрабатывала и осуществляла перспективные программы экономического развития, планы хозяйственной кооперации области с «Большим Уралом», инвестиционные проекты, организовывала выставки, презентации экономики области в ведущих странах Европы (Англия, Германия, Австрия и др.).
Благодаря работе возглавляемой В. П. Соловьёвым администрации Челябинская область по многим показателям, включая инвестиционную привлекательность, в середине 90-х годов вошла в пятёрку ведущих регионов России. По его инициативе на Южном Урале были реорганизованы Институт ядерной физики в Снежинске и КБ имени академика В. П. Макеева в Миассе. Они обрели статус Федерального ядерного центра и Государственного ракетно-космического центра. Гарантированная господдержка помогла сохранить уникальную научно-производственную базу региона.
С 1998 года — президент Центра поддержки предприятий Уральского региона. С 1999 года — арбитражный управляющий проблемными предприятиями. Был женат, имел дочь.
Скончался 11 февраля 2019 года в Челябинске на 72-м году жизни. Похоронен на Митрофановском кладбище.

## Участие в выборных органах власти
- член Совета Федерации в 1996—1997 гг. (входил в состав комитета по бюджету, налоговой политике, финансовому, валютному и таможенному регулированию)
- член Бюро ЦК ВЛКСМ (1981—1985), член ЦК ВЛКСМ (1978—1987)
- депутат Челябинского облсовета (1977, 1980, 1985).
- депутат Челябинского горсовета (1975)

## Награды
- Орден Дружбы (1996)
- Орден «Знак Почёта» (1984)
- Медаль «За трудовое отличие» (1979)
- Благодарность Президента Российской Федерации (12 августа 1996 года) — за активное участие в организации и проведении выборной кампании Президента Российской Федерации в 1996 году[4]
- звание «Почётный гражданин города Челябинска» (2014)